# I Liga 1969/1970
Ekstraklasa 1969/70 byla nejvyšší polskou fotbalovou soutěží. Vítězem se stal a do Poháru mistrů evropských zemí 1970/71 se kvalifikovala Legia Warszawa. Do Veletržního poháru se kvalifikoval Ruch Chorzów a GKS Katowice. Účast v Poháru vítězů pohárů 1970/71 si zajistil vítěz poháru Górnik Zabrze.
Soutěže se zúčastnilo celkem 14 celků, soutěž se hrála způsobem každý s každým doma-venku (celkem tedy 26 kol) systémem podzim-jaro. Sestoupily poslední 2 týmy.

## Tabulka
| Poř. | Tým                 | Z  | V  | R  | P  | VG | OG | B  |
| ---- | ------------------- | -- | -- | -- | -- | -- | -- | -- |
| 1.   | Legia Warszawa      | 26 | 17 | 6  | 3  | 43 | 17 | 40 |
| 2.   | Ruch Chorzów        | 26 | 12 | 11 | 3  | 42 | 20 | 35 |
| 3.   | Górnik Zabrze       | 26 | 13 | 9  | 4  | 35 | 20 | 35 |
| 4.   | Polonia Bytom       | 26 | 11 | 9  | 6  | 27 | 22 | 31 |
| 5.   | Zagłębie Sosnowiec  | 26 | 11 | 5  | 10 | 36 | 32 | 27 |
| 6.   | Gwardia Varšava (N) | 26 | 9  | 8  | 9  | 26 | 23 | 26 |
| 7.   | GKS Katowice        | 26 | 8  | 10 | 8  | 19 | 18 | 26 |
| 8.   | Wisla Krakov        | 26 | 7  | 10 | 9  | 20 | 28 | 24 |
| 9.   | Stal Rzeszów        | 26 | 9  | 5  | 12 | 30 | 36 | 23 |
| 10.  | Szombierki Bytom    | 26 | 7  | 8  | 11 | 25 | 33 | 22 |
| 11.  | Zagłębie Wałbrzych  | 26 | 6  | 10 | 10 | 20 | 28 | 22 |
| 12.  | Pogoń Szczecin      | 26 | 6  | 9  | 11 | 21 | 31 | 21 |
| 13.  | Odra Opole          | 26 | 6  | 9  | 11 | 22 | 36 | 21 |
| 14.  | Cracovia Krakov (N) | 26 | 2  | 7  | 17 | 16 | 38 | 11 |

|  | Pohár mistrů evropských zemí 1970/71 |
|  | Pohár vítězů pohárů 1970/71          |
|  | Veletržní pohár 1970/71              |
|  | Sestup do I ligy                     |

## Nejlepší střelci
|    |        | hráč                 | tým                | PG |
| -- | ------ | -------------------- | ------------------ | -- |
| 1. | Polsko | Andrzej Jarosik      | Zagłębie Sosnowiec | 18 |
| 2. | Polsko | Robert Gadocha       | Legia Warszawa     | 12 |
| 2. | Polsko | Włodzimierz Lubański | Górnik Zabrze      | 12 |
| 2. | Polsko | Jan Pieszko          | Legia Warszawa     | 12 |

## Soupiska mistra
Leszek Dziełakowski (1/0), Władysław Grotyński (25/0) - Bernard Blaut (24/5), Zygfryd Blaut (19/0), Lucjan Brychczy (22/0), Kazimierz Deyna (23/5), Robert Gadocha (26/12),  Wiesław Korzeniowski (8/1), Jan Małkiewicz (13/2), Jerzy Nejman (1/0), Feliks Niedziółka (13/1), Jan Pieszko (25/12), Jan Samek (3/0), Władysław Stachurski (23/3), Antoni Trzaskowski (26/0), Andrzej Wojciechowski (1/0), Andrzej Zygmunt (26/0), Janusz Żmijewski (26/2) - trenér Edmund Zientara